# Stadtwerke Ansbach
Die Stadtwerke Ansbach GmbH ist eine der beiden Tochtergesellschaften der Ansbacher Versorgungs- und Verkehrsholding GmbH. Zu den Leistungen der Stadtwerke gehört die Versorgung mit Strom, Gas, Wasser und Wärme. Die zweite Tochtergesellschaft der Holding heißt Ansbacher Bäder und Verkehrs GmbH. Sie ist zuständig für das Freizeitbad Aquella und den öffentlichen Personennahverkehr A-Bus in Ansbach.

## Stadtwerke Ansbach heute (Stand 2010)
Im Strom- und im Gasnetzgebiet der Stadtwerke Ansbach leben rund 45.000, im Wassernetzgebiet rund 46.000 Menschen.

### Strom
Im Bereich Strom wurden 2010 ca. 270 Millionen Kilowattstunden an Haushalte und Betriebe abgegeben. Das Netz von Freileitungen und Kabeln hatte eine Länge von ca. 649 Kilometern, die Zahl der Hausanschlüsse betrug 9.456, die der eingebauten Zähler 25.970.

### Erdgas
2010 nahmen die Kunden ca. 425 Millionen Kilowattstunden Erdgas ab, betrug die Länge des Erdgasnetzes ca. 274 Kilometer, die Zahl der Hausanschlüsse 5.651 und die Zahl der eingebauten Zähler 8.645. In 26 Gasregelstationen wird der Druck des Gases von 8 bar auf 500 mbar erniedrigt.

### Wasser
Im Jahr 2010 wurden ca. 2,5 Millionen Kubikmeter Wasser aus den eigenen Wasserwerken abgegeben und 0,1 Millionen Kubikmeter zugekauft. Das Wasserrohrnetz war rund 453 Kilometer lang, die Zahl der Hausanschlüsse betrug 9.058, die der eingebauten Zähler 10.189.

### Wärme
Im Bereich der Wärmeversorgung lieferten die Stadtwerke 2010 rund 55,0 Millionen Kilowattstunden, die über ein ca. 16 Kilometer langes Netz und 130 Übergabestationen verteilt wurden.

## Geschichte
Geschichte der Energie- und Wasserversorgung in Ansbach.

### Stromversorgung
Am 24. November 1909 verpflichtete sich die „Elektrizitäts-Aktiengesellschaft“, vormals Schuckert u. Co. aus Nürnberg, zur Errichtung einer Überlandzentrale für die Stadt Ansbach, den Kreis Mittelfranken und darüber hinaus. Im entsprechenden Vertrag mit dem Magistrat der Stadt Ansbach wurde außerdem der Bau eines Stromverteilungsnetzes auf Kosten der Stadt Ansbach beschlossen. Damit begann das Elektrizitätswerk Ansbach am 20. Mai 1910, am 1. Dezember desselben Jahres wurde die Zentrale in Betrieb genommen. Im ersten Jahresbericht 1911 stehen unter anderem 370 „reine Lichtabnehmer“ und 184.616 verkaufte Kilowattstunden Strom.
Am 8. Januar 1913 wurde als Nachfolgerin der Fränkischen Überlandzentrale das Fränkische Überlandwerk Aktiengesellschaft (FÜW Nürnberg) gegründet, das damit die Belieferung der Stadt Ansbach mit Strom übernahm. Als Verteiler agierte das Elektrizitätswerk Ansbach, laut Satzung vom 20. Mai 1913 eine Gemeindeanstalt.
Als Folge des Ersten Weltkriegs musste das Elektrizitätswerk zwischen 1918 und 1922 Stromrationierungen und Strompreiserhöhungen des Stromlieferanten an die Verbraucher weitergeben. Bis 1921 waren 20.000 Glühlampen oder durchschnittlich eine pro Einwohner ans Stromnetz angeschlossen. In den nächsten Jahren stieg die Zahl der Hausanschlüsse, so dass das Stromverteilungsnetz erweitert werden musste. Als neuer größerer Abnehmer wurde die Reichsbahn gewonnen, die Bahnhofsanlage inklusive der Lokomotivschuppen erhielt elektrische Beleuchtung. 1927 begann man mit der Verkabelung des Freileitungsnetzes in der Innenstadt, bis 1932 waren fast zehn Kilometer Hochspannungskabel, 28 Kilometer Niederspannungskabel und 2,6 Kilometer Straßenbeleuchtungskabel verlegt. Ab 1938 dürfen die Stadtwerke Ansbach Elektrizitätszähler eichen.
Nach häufigen Stromsperren in den Jahren nach dem Zweiten Weltkrieg normalisierte sich die Situation 1949 wieder. Um die ständig wachsende Stromnachfrage decken zu können, wurde zwischen 1950 und 1960 die bis dahin gebräuchliche Verbraucherspannung von 110/220 Volt auf 220/380 Volt erhöht. Parallel stellte man das Hochspannungsnetz seit 1955 von 5.000 Volt auf 20.000 Volt um und machte es so leistungsfähiger. Diese Arbeiten konnten bis 1980 abgeschlossen werden. In den folgenden Jahren und Jahrzehnten wuchs durch Eingemeindungen die Zahl der versorgten Ortsteile, 1985 wurde die Netzleitwarte für Strom-, Gas-, Wasserversorgung und Fernwärme in Betrieb genommen.
Jüngste Modernisierungen des Ansbacher Stromnetzes sind die Ende der 90er-Jahre in Betrieb genommenen neuen Übergabestationen in Winterschneidbach, Ansbach-Eyb und Ansbach-Draisstraße.

### Gasversorgung
Wie die Geschichte der Stromversorgung in Ansbach begann auch die der Gasversorgung der Markgrafenstadt bereits vor der Gründung der Stadtwerke Ansbach im Jahr 2000. Am 7. Juni 1858 wurde die Errichtung einer Gasanstalt in Ansbach beschlossen, die 1859 in Betrieb ging. Das nötige Geld brachten eine Aktiengesellschaft und die Stadt Ansbach auf, die am 1. Juli 1872 Alleineigentümer wurde und die Versorgung mit Leucht- und Heizgas bis zur Jahrhundertwende Schritt für Schritt ausbaute. Bis zum Ausbruch des Ersten Weltkrieges gab es zusätzlich zur mittlerweile installierten elektrischen Beleuchtung noch 427 Gaslaternen im Stadtgebiet Ansbach.
Während des Ersten Weltkriegs und in den Jahren danach mussten die Ansbacher mit Rationierungen des Gases und Preiserhöhungen leben. Auch die Inflation ab 1920 bewirkte rasch steigende Preise für Gas und dessen Ausgangsmaterial Koks. Nicht verwirklicht werden konnten die Pläne, Ansbach in ein bayerisches Gasverbundsystem mit Anschluss an das Ruhrgebiet, die Saar, Mitteldeutschland, Österreich und das Sudetenland einzubinden.
Im und nach dem Zweiten Weltkrieg gab es wiederum Rationierungen und nach einem Luftangriff im Jahr 1945 war das Gaswerk so stark beschädigt, dass es vorübergehend stillgelegt werden musste. 1963 endete mit der Stilllegung des Gaswerks die Erzeugung von Gas in Ansbach, während gleichzeitig die Belieferung mit Ferngas aus Nürnberg begann. Einen erneuten Wechsel gab es 1974, als das Stadtgebiet Ansbach auf Erdgasversorgung umgestellt wurde, was zu einem sprunghaften Anstieg des Verbrauchs führte. Immer mehr private Haushalte sowie Gewerbe- und Industrieunternehmen ließen sich ans Erdgasnetz anschließen, das ständig ausgebaut und erweitert wurde. Heute umfasst es neben dem Stadtgebiet auch benachbarte Ortschaften wie Obereichenbach, Hennenbach, Brodswinden, Meinhardswinden, Elpersdorf, Schalkhausen, Kaltengreuth, Höfstetten und Neuses.
Ende der 90er-Jahre konnte der rund um Ansbach verlaufende Gasleitungshochdruckring fertiggestellt und im Jahr 2002 die neue Gasübergabestation in Pfaffengreuth in Betrieb genommen werden.

### Wasserversorgung
Bis zum Ende des 19. Jahrhunderts versorgten sich die Ansbacher aus öffentlichen und privaten Brunnen mit Wasser, das aus außerhalb der Stadt liegenden Quellen herangeführt wurde. Als jedoch die Menge des Wassers nicht mehr ausreichte und dessen Qualität nachließ, beauftragte der Magistrat der Stadt Ansbach auf Anraten der Stadtwerke Ansbach einen Wasserleitungsingenieur damit, nach geeigneten Wassererschließungsgebieten in der Nähe der Stadt zu suchen. Fündig wurde der Experte in Gersbach.
Die Stadt Ansbach kaufte die Gersbacher Quellen und beschloss die Errichtung einer Wasserversorgungsanlage, deren Bau im Jahr 1900 abgeschlossen war. Von Gersbach gelangte das Wasser mittels Pumpen über eine Zubringerleitung in den neu errichteten Hochbehälter im fast 100 Meter höher gelegenen Ansbach. Ein Stadtrohrnetz schloss zunächst 1.184 Haushalte an die erste zentrale Wasserversorgung in der Markgrafenstadt an.
Der zunehmende Wasserverbrauch führte in der Folgezeit zum sukzessiven Ausbau und zur Modernisierung des Wasserwerkes und des Verteilungssystems. Durch beide Weltkriege kam es zu Einschränkungen und Sperrstunden bei der Wasserabgabe, zu einer wesentlichen Verbesserung der Versorgung führte der Bau eines neuen Tiefbehälters an der Triesdorfer Straße im Jahr 1959. Doch bereits Anfang der 1960er-Jahre konnte der Durst der Ansbacher nicht mehr allein aus dem Gewinnungsgebiet Gersbach gestillt werden und so genehmigte der Stadtrat 1963 den Ausbau eines neuen Erschließungsgebietes in Schlauersbach. Das dort errichtete Wasserwerk wurde 1966 in Betrieb genommen sowie Anfang der 1990er-Jahre komplett umgebaut und erweitert. Von 2005 bis 2007 folgte der Neubau des Wasserwerks Gersbach, das damit technisch auf den neuen Stand gebracht wurde.

### Wärmeversorgung
In den 80er-Jahren entstand die Wärmeversorgung als jüngster Bereich der Stadtwerke Ansbach. Wärmelieferverträge mit der US-Armee regelten den Bau von erdgasbetriebenen Heizwerken für die Kasernen Barton und Bleidorn, Hindenburg (heute Brücken-Center und Hochschule Ansbach) und Katterbach. Das größte Heizwerk entstand in Katterbach mit einer Kesselleistung von 28 MW, die Anlage für die Kasernen Barton und Bleidorn hat eine Leistung von 19,5 MW, in das Heizwerk Hindenburg mit seiner Leistung von 8 MW wurde inzwischen ein ebenfalls erdgasbetriebenes Blockheizkraftwerk integriert, das das in der Nähe liegende Freizeitbad Aquella und das Freibad mit Wärme beliefert.